# José Luis Properzi
José Luis Properzi, conocido también como Person (Mar del Plata, Argentina, 23 de febrero de 1967 - Ibídem, 3 de noviembre de 2015), fue un músico de rock argentino.Reconocido por ser el cantante, baterista y compositor del grupo de rock marplatense Los Súper Ratones, agrupación con marcadas influencias de los grupos  The Beatles y The Beach Boys.

## Biografía
Descendiente de familia italiana, pasó su infancia entre el puerto y las afueras de Mar del Plata, su ciudad de origen. Cursó sus estudios como técnico en electrónica en la Escuela Técnica nº 1 de esa ciudad. Person era hincha de Racing Club de Avellaneda.

## Carrera
A la edad de diecisiete años, conoce a Fernando Blanco, futuro bajista de Los Super Ratones. Con él decide armar una nueva agrupación y con el sueldo del mes de la heladería donde trabajaba, se compra una batería usada. Sin ningún estudio ni experiencia, comienza a tocar, componer y cantar sus propias canciones. Junto con Blanco, se les une un guitarrista zurdo llamado Oscar Granieri y un segundo guitarrista Juan Carlos Raising y forman la banda a la que llamaron en un  primer momento Los Ratones. En el año 1988, cambian el nombre a "Los Súper Ratones" al tiempo que se incorpora al conjunto Mario Barassi, en reemplazo de Juan Carlos Raising, como guitarrista y voz principal. Con LSR, grabó nueve trabajos discográficos, giró por toda la Argentina y visitó países como Estados Unidos y realizó giras por Alemania, Portugal y España.
Fue autor de grandes éxitos del grupo como «Con cariño, yo», «Acción», «El último verano», «Como estamos hoy, eh?», «Cornalitos fritos», «Lo demás es lo de menos» «Aguafuertes» y «Esperando al sol», entre otras.

## Otros proyectos
Realizó diversos trabajos para otros artistas como Luciano Pereyra e incluso para el cine español, participando en la banda sonora de la película española Cándida (2006) de Guillermo Fesser.
Como legado, se editó un disco póstumo Vía Properzi con una colección de canciones en formato maqueta de material que estaba preparando para el disco nuevo de Super Ratones y otras realizadas para distintos proyectos 
Incursionó en radio en el año 2010, realizando junto a su amigo, el periodista Gustavo Antonopolos, un ciclo radial de entrevistas y acústicos llamado El Rock es Así. Por el programa pasaron Adrián Otero, JAF, Mavi Díaz, Emmanuel Horvilleur, Manuel Moretti, Rinaldo Rafanelli, etc.
Alternó su rol de músico profesional, con la enseñanza universitaria en Ciencias Audiovisuales en la ciudad de Pergamino.

## Fallecimiento
El 3 de noviembre de 2015 fallece, a los 48 años de edad, tras luchar contra un cáncer que venía padeciendo. 
La banda escribió en su cuenta de Twitter "Super Ratones lamenta comunicar con profunda e infinita tristeza el fallecimiento de Person, inmenso artista. Chapeau! para nuestro querido hermano y compañero de ruta de toda la vida...Lo recordamos cantando sus mejores canciones, siempre".

## Discografía
- 1990 - Rock de la Playa (Barca Discos)
- 1991 - Segundo tiempo (Barca Discos)
- 1993 - Aire para respirar (Barca Discos)
- 1995 - Reciclable (Barca Discos)
- 1996 - Zapping Club (Barca Discos)
- 1998 - Autopistas y túneles (EMI)
- 2000 - Mancha registrada (EMI)
- 2003 - Urgente (EMI)
- 2009 - Super Ratones (Nacho Records/PopArt Music)
- 2016 - Vía Properzi (Nacho Records/S-Music)[5]

## Colaboraciones
- 1997 - Magic hotel de Alejandro Lerner
- 1997 - Planetario de Enanitos Verdes
- 2004 - Clásicos de Miguel Cantilo
- 2005 - Danza del corazón de Litto Nebbia